# ʍ
Cette page contient des caractères spéciaux ou non latins. S’ils s’affichent mal (▯, ?, etc.), consultez la page d’aide Unicode.
ʍ (uniquement en minuscule), appelé w culbuté, est une lettre additionnelle de l’alphabet latin qui est utilisée dans l'alphabet phonétique international.

## Utilisation
John Wesley Powell publie en 1880 les bases d’un alphabet pour la transcription des langues amérindiennes dans les publications de la Smithsonian Institution. Il propose plusieurs lettres culbutées, dont le w culbuté, comme lettres additionnelles si des caractères supplémentaires sont nécessaires.
Dans l’alphabet phonétique international, w culbuté ‹ ʍ › est un symbole utilisé pour représenter une consonne spirante labio-vélaire sourde.
Les Italiens l'utilisent comme abréviation de abbasso (à bas) dans les slogans taggés.

## Représentations informatiques
Le w culbuté peut être représenté avec les caractères Unicode (Alphabet phonétique international) suivants :
| formes    | représentations | chaînes de caractères | points de code | descriptions                      |
| --------- | --------------- | --------------------- | -------------- | --------------------------------- |
| minuscule | ʍ               | ʍ                     | U+028D         | lettre minuscule latine w culbuté |